# Crypturellus berlepschi
Crypturellus berlepschi е вид птица от семейство Тинамуви (Tinamidae).

## Разпространение
Видът е разпространен в северозападните части на континента Южна Америка, по-конкретно страните Еквадор и Колумбия.